# Sjeverni tujia jezik
Sjeverni tujia jezik (ISO 639-3: tji; tuchia, tudja), sinotibetski jezik tibetsko-burmanske skupine, kojim govori oko 70 000 ljudi (Brassett and Brassett 2005; svega 100 monolingualnih) od ukupno 8 028 133 etničkih Tujia na sjeverozapadu Hunana u okruzima Yingjiang i Yanhe.
Sjeverni i južni tujia [tjs] čine posebnu tibetsko-burmansku podskupinu, tujia. Mlađi preferiraju mandarinski kineski jezik [cmn]; a u nekim sredinama djeca su stekla tek pasivno znanje.
Prema starijim podacima broj govornika bio je donedavno znatno veći, 170 000 do 200 000 (1982)

## Vanjske poveznice
- Ethnologue (15th)